# Amnam-gongwon
Amnam-gongwon är en park i stadsdelen Amnam-dong i staden Busan i den sydöstra delen av Sydkorea, 300 km sydost om huvudstaden Seoul. 